# 巴音塔拉镇
巴音塔拉镇，是中国内蒙古自治区乌兰察布市察哈尔右翼前旗下辖的一个乡镇级行政单位。

## 行政区划
巴音塔拉镇共辖以下地区：
八苏木村、吉庆村、土城子村、大哈拉村、老泉村、李英村、水泉村、红富村、哈毕格村、礼拜寺村、南店村、脑包沟村、碱滩村和谷力脑包村。